# Melampsora allii-fragilis
Melampsora allii-fragilis är en svampart som beskrevs av Kleb. 1901. Melampsora allii-fragilis ingår i släktet Melampsora och familjen Melampsoraceae.   Inga underarter finns listade i Catalogue of Life.